# Mlečice
Mlečice település Csehországban, Rokycanyi járásban. Mlečice Ostrovec-Lhotka, Terešov, Chlum, Podmokly, Kladruby és Hlohovice településekkel határos. Lakosainak száma 325 fő (2024. január 1.).

## Népesség
A település lakosságának változását az alábbi diagram mutatja:
| Lakosok száma | 1148 | 972  | 840  | 501  | 387  | 283  | 319  | 298  | 317  | 325  |
|               | 1869 | 1900 | 1921 | 1961 | 1980 | 2011 | 2016 | 2019 | 2021 | 2024 |